# Трубадур (опера)
«Трубадур» (італ. Il Travatore) — опера на чотири дії італійського композитора Джузеппе Верді на лібрето Сальваторе Каммарано. Прем'єра відбулася 19 січня 1853 року в римському театрі «Аполло».

## Історія створення
Верді задумав написати оперу на цей сюжет на початку 1850 року, незабаром після закінчення роботи над «Луїзою Міллер». У листі від 2 січня 1850 року до Каммарано він просить написати лібрето за драмою іспанського драматурга Антоніо Гарсія Гутьєрреса (1813—1884) «Трубадур». Каммарано відповів далеко не відразу: його збентежив сюжет, який цензура могла сприйняти як крамольний. Тим часом Верді, закінчивши в 1851 році оперу «Ріголетто», знову вимагає від Каммарано відповіді. Нарешті, в квітні 1851 року Каммарано надсилає Верді варіант лібрето, але воно не влаштовує композитора. Новий текст Каммарано закінчити не встиг: влітку 1852 року він помер, і незавершену роботу продовжує поет Леоне Бардаре. Вражений смертю свого друга Каммарано, Верді, проте, продовжував писати оперу, закінчивши її до кінця 1852 року.

## Дійові особи
| Персонажі                                                 | Голоси       |
| --------------------------------------------------------- | ------------ |
| Граф ді Луна                                              | Баритон      |
| Леонора, герцогиня                                        | Сопрано      |
| Азучена, циганка                                          | мецо-сопрано |
| Манріко, трубадур, її прийомний син і рідний брат графа   | Тенор        |
| Феррандо, начальник графської варти                       | Бас          |
| Інес, подруга Леонори                                     | Сопрано      |
| Руїс, друг Манріко                                        | Тенор        |
| Старий циган                                              | Бас          |
| Гонець                                                    | Тенор        |
| Подруги Леонори, черниці, наближені графа, воїни, цигани. |              |

Дія відбувається у Біскаї й Арагоні (Іспанія) у XV столітті.

## Зміст
Верді називав дії «частинами», кожній з яких передує заголовок.

## Дія перша «Дуель»
Картина перша. Вартове приміщення біля входу в замок молодого графа ді Луна. Феррандо, начальник варти, будить заснулих вартових. Він попереджає, що їх може заскочити граф, який часто блукає тут вночі під вікном герцогині Леонори. Солдати просять розповісти їм таємничу історію про брата графа. Феррандо, щоб розігнати їхній сон, охоче погоджується і розповідає: «У старого графа ді Луна було два сини. Одного разу вночі, коли всі в замку спали, в кімнату молодшого сина пробралася циганка і зачарувала його. Циганку прогнали, хоча вона запевняла, що на нього чекає щастя. Незабаром дитина стала марніти. Чаклунку зловили і спалили на багатті. Її дочка, молода циганка Азучена, присягнулася помститися за матір. У ніч кари вона зі своїм сином на руках пробралася в замок, викрала графське дитя з колиски і кинула у вогонь, на якому згоріла її мати. Старий граф після цього прожив недовго і до самої смерті не вірив у загибель молодшого сина. Перед смертю граф заповів своєму старшому синові розшукати брата. З тих пір той всюди шукає циганку, однак його пошуки марні». Феррандо додає, що душа старої чаклунки все ще блукає по світу, з'являючись в різних обличчях. Дзвін б'є опівночі, перелякані солдати і Феррандо йдуть.
Картина друга. Сад Леонори. Ніч. Леонора з нетерпінням чекає свого коханого, трубадура Манріко. Вона розповідає своїй подрузі Інес про любов до нього. На останньому співочому турнірі він переміг усіх суперників, і тепер щоночі співає під її вікнами. Інес радить забути це захоплення, передчуття підказує їй що воно погубить Леонору. Дівчата йдуть в замок. З гущавини лунає серенада трубадура. Почувши її, в сад входить ді Луна, закоханий в Леонору. У темряві Леонора приймає графа за коханого трубадура і вибігає йому назустріч, але з-поза хмари проглядає місяць, і вона бачить свою помилку. З-за дерев виходить трубадур, в якому граф впізнає свого заклятого ворога Манріко, засудженого на смерть і вигнаного з Арагонії. Ді Луна оголошує, що настав його смертний час і викликає його на дуель. Обидва суперники відходять, оголивши шпаги, Леонора падає непритомна.

## Дія друга «Циганка»
Картина перша. Долина в горах Біскаї. Циганський табір, світанок, горять вогнища. Цигани працюють, перегукуються, жартують, співають про жаркі сонячні промені, вина і красунь.
Біля вогнища — циганка Азучена і її прийомний син Манріко, якого вона щойно вилікувала після важкого поранення на дуелі з графом. Азучена у сумній пісні згадує про свою матір, яку жорстокі люди спалили на багатті. Засліплена жадобою помсти, Азучена помилково кинула у вогонь не сина старого графа, а свою власну дитину. Сина графа, Манріко, Азучена виховала як рідного. Загибель її матері залишилася невідомщеною, обов'язок Манріко — зробити це. Друг Манріко, Руїс, говорить йому, що Леонора хоче піти до монастиря, вирішивши, що трубадур загинув. Манріко прощається з Азученою і поспішає до Леонори.
Картина друга. Ніч. До монастиря підходить загін солдатів під керівництвом графа ді Луна і Феррандо. Вони хочуть викрасти Леонору перш, ніж вона візьме чернечий постриг. Як тільки вона виходить з каплиці, граф кидається до неї, але дорогу йому перепиняє Манріко зі своїми друзями. Загін графа розбитий і рятується втечею. Леонора, не вірячи своїм очам, кидається в обійми Манріко, якого вважала загиблим.

## Дія третя «Син циганки»
Картина перша. Табір графа ді Луна. Його війська беруть в облогу фортецю, в якій Манріко скриває Леонору. Солдати зловили стару, яка блукала навколо табору. Феррандо впізнає в ній ту саму циганку, яка колись кинула в багаття молодшого брата графа. Азучена в розпачі закликає Манріко. Граф наказує відвести циганку до в'язниці і спалити на вогнищі.
Картина друга. Каплиця при замку. Манріко і Леонора готові йти до вівтаря. Вбігає Руїс і повідомляє, що граф захопив Азучену і збирається її стратити. Манріко разом з Руїсом і його воїнами поспішає на виручку, чути шум зброї. Леонора в розпачі.

## Дія четверта «Страта»
Картина перша. Перед в'язницею в замку Кастеллоре. Темна ніч. З'являються закутані в плащі Руїс і Леонора. Руїс вказує їй на тюремну вежу, де нидіє переможений бранець графа — Манріко. Леонора заради порятунку коханого згодна стати дружиною графа, якщо він помилує Манріко. Граф погоджується, але Леонора таємно випиває отруту.
Картина друга. Темниця у вежі. Манріко втішає засуджену на страту Азучену. Вони гірко згадують минулі дні, вільне життя у горах. Відчиняються двері, входить Леонора, від якої Манріко дізнається, що помилуваний. Він кличе Леонору з собою, але та відповідає, що повинна повернутися в замок. Манріко здогадується, що пощаду вона купила своїм соромом, і проклинає її. Ображена жорстокістю Манріко, Леонора запевняє його в своїй невинності і благає втікати. Манріко жене її геть. Прийнята Леонорою отрута починає діяти, і дівчина падає мертвою на його руки. Граф ді Луна знаходить свою нову дружину Леонору мертвою в обіймах ворога. Розгніваний обманом, він наказує відвести Манріко на смертну кару, а сам, знущаючись із Азучени, підводить циганку до вікна і вказує їй на страченого Манріко. Азучена вигукує: «Дізнайся ж усе — то брат твій! Мати, тепер за тебе помстилися!» — і падає мертвою.

## Джерело
- Оперы Дж. Верди. Путеводитель. — М.: Музыка, 1971.